# Hespera gyirongana
Hespera gyirongana es una especie de insecto coleóptero de la familia Chrysomelidae.
Fue descrita científicamente en 1986 por Chen & Wang.